# Marjan Turnšek
Marjan Turnšek (ur. 25 lipca 1955 w Celje) – słoweński duchowny katolicki, teolog, biskup ordynariusz murskosobocki w latach 2006-2009, a następnie arcybiskup metropolita mariborski w latach 2011-2013.

## Życiorys
Urodził się w Cejle, gdzie uczęszczał do szkoły podstawowej i szkoły średniej, którą ukończył w 1974 roku. Następnie podjął studia na Wydziale Teologicznym w Lublanie, zakończone magisterium w 1981 roku. Święcenia kapłańskie otrzymał 28 czerwca tego samego roku z rąk arcybiskupa Franca Krambergera.
Bezpośrednio po tym rozpoczął działalność duszpasterską, zostając wikariuszem w parafii św. Marcina w Velenje. W latach 1985–1990 studiował w Rzymie na Papieskim Uniwersytecie Gregoriańskim. Uzyskał tam kolejno stopnie naukowe magistra w 1987 roku, a w 1990 roku doktora nauk teologicznych.
Po powrocie do Słowenii w 1991 roku został wykładowcą na swoim macierzystym Wydziale Teologicznym w Lublanie w zakresie teologii dogmatycznej. Sprawował także funkcję rektora seminarium duchownego w Mariborze (1994-2006). Otrzymał także tytuły prałata papieskiego i kanonika kapituły katedralnej.
7 kwietnia 2006 roku został mianowany przez papieża Benedykta XVI pierwszym biskupem ordynariuszem nowo powstałej diecezji murskosobockiej. Sakry biskupiej udzielił mu abp Franc Kramberger. Uroczysty ingres i rządy w diecezji objął 25 czerwca tego samego roku. W ramach Konferencji Episkopatu Słowenii był odpowiedzialny za słoweński Caritas.
28 listopada 2009 roku został przeniesiony na stanowisko koadiutora abpa Franca Krambergera. Po jego rezygnacji objął bezpośrednie rządy w tej archidiecezji 3 lutego 2011 roku. Ponadto od 1993 roku jest członkiem Europejskiego Stowarzyszenia Teologii Katolickiej.
Po bankructwie archidiecezji Maribor i zadłużeniu archidiecezji na 800 milionów euro podał się do dymisji.
31 lipca 2013 papież Franciszek przyjął jego rezygnację z pełnionego urzędu zgodnie z kanonem 401 § 2 Kodeksu Prawa Kanonicznego.